# Madona Jana Vosa
Madona Jana Vosa (znana tudi kot Devica z otrokom, s svetniki in donatorjem) je majhna oljna slika staronizozemskega mojstra Jana van Eycka iz okoli leta 1441 in so jo končali v njegovi delavnici po njegovi smrti leta med letoma 1442-43. Ker je umrl med njenim dokončanjem, velja za njegovo zadnje delo.
Tablo je naročil Jan Vos, ki je marca 1441 prevzel funkcijo priorja v kartuzijanskem samostanu blizu Bruggesa, kar je bil najzgodnejši datum, ko bi lahko delo naročil van Eycku. Umetnostni zgodovinarji se na splošno strinjajo, da je van Eyck odgovoren za slikanje osrednje Madone in otroka ter za celotno zasnovo, medtem ko je pomožne figure in podrobnosti ozadja okoli 1443 dokončal član njegove delavnice, ki jih je prosto prevzemal.
Leta 1954 je sliko pridobil Frick Museum v New Yorku.

## Opis
Marija stoji v veličanstvu, drži otroka Jezusa in stoji na orientalski preprogi. Okoli nje sta sveta Barbara, ki stoji pred stolpom, v katerem je bila zaprta, sveta Elizabeta Ogrska, oblečena kot navadna redovnica in donator Jan Vos (um. 1462), upodobljen kot kartuzijanski menih, ki kleči v molitvi. Kip božanstva Marsa je mogoče videti skozi okno Barbarinega stolpa. Vosova poza in modeliranje zelo spominja na donatorja v obeh van Eyckovih portretih Nicolasa Rolina (kancler pri Filipu Dobrem) v Madona kanclerja Rolina in Jorisa van der Paeleja (pisar v papeški pisarni in slikarjev pokrovitelj) v Devica in otrok s kanonikom van der Paelejem (slednja tudi vsebuje upodobitev svete Barbare). To dejstvo in podobnost pokrajine s tisto v številnih njegovih zgodnejših portretih je med umetnostnimi zgodovinarji pripeljalo do splošnega soglasja, da so vidiki panoja pastiš van Eyckovih motivov in da je sliko zaključil nadarjeni član delavnice. Dokazi kažejo, da so deli z roko van Eycka večinoma okoli osrednje Device in otroka. 
Figure so postavljene v zunanjo ložo, omejeno z vrsto arkad in pred obsežno in zelo van Eyckovo pokrajino. Naslikani napisi, vtkani v nadstrešek, se glasijo AVE GRA [TIA] PLE [N] A (Zdrava Marija polna milosti). Umetnostni zgodovinarji so poskušali identificirati mesto in stolnico, toda kot pri večini Van Eyckovega ozadja so verjetno domišljijski. 

## Exeter Madona
Exeter Madona Petrusa Christusa je naročil Vos po letu 1450, ko je Eyckova delavnica prenehala delovati. Lahko ga razumemo kot interpretacijo van Eycka, ne pa kot tesno kopijo, izposoja pa si tudi iz Van Eyckove zdaj izgubljene Madone Nicolasa van Maelbekeja.